# 26940 Quintero
26940 Quintero este un asteroid din centura principală de asteroizi.

## Descriere
26940 Quintero este un asteroid din centura principală de asteroizi. A fost descoperit pe 2 aprilie 1997 la Socorro, New Mexico, în cadrul proiectului LINEAR. Asteroidul prezintă o orbită caracterizată de o semiaxă mare de 2,25 ua, o excentricitate de 0,14 și o înclinație de 8,6° în raport cu ecliptica.